# Osiedle Piątkowo Północ
Osiedle Piątkowo Północ – osiedle samorządowe (jednostka pomocnicza gminy) Poznania (od 1 stycznia 2011 roku), ogarniające fragment Piątkowa.
8 czerwca 2021 Rada Miasta Poznania zmieniła Statut osiedla i jego nazwę z Osiedle Jana III Sobieskiego i Marysieńki na Piątkowo Północ.

## Granice osiedla
Osiedle Piątkowo Północ:
- z Osiedlem Piątkowo (granica - ulica Smoleńska, ulica Karola Szymanowskiego, Rondo Piątkowo, ulica Hulewiczów, ulica Teofila Mateckiego)
- z Osiedlem Morasko-Radojewo (granica - trasa linii kolejowej nr 395)

## Siedziba Rady Osiedla
Adres rady osiedla
Przedszkole Nr 182, os. Jana III Sobieskiego 106.

## Komunikacja
Osiedle obsługują autobusy MPK Poznań linii 146, 169, 185, 190 i 193 oraz linie nocne 215 i 225.